# Русский Самарканд

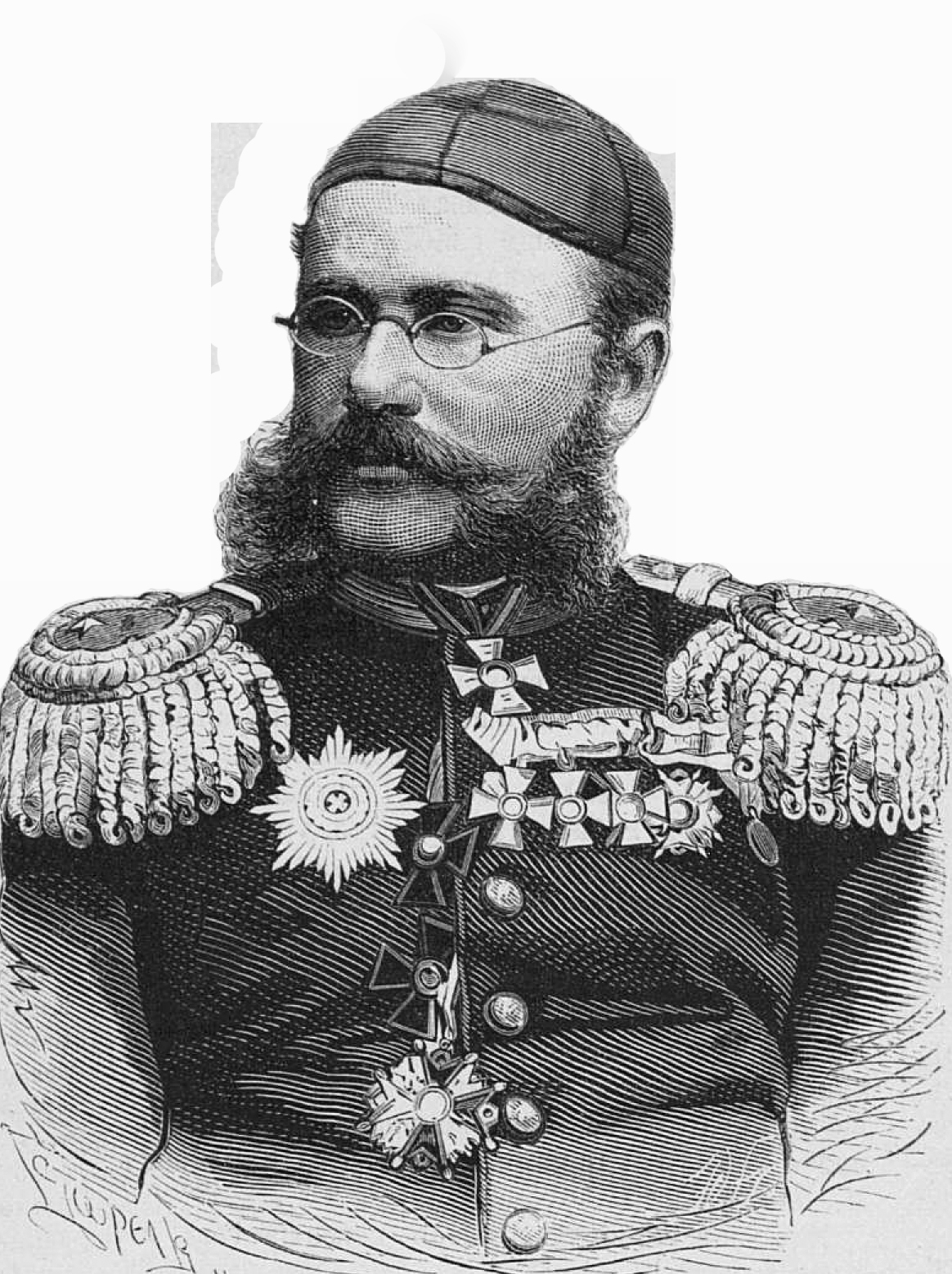
Основатель «Русского Самарканда» — Александр Константинович Абрамов

Русский Самарканд — широко распространённое в архитектуре и истории название западной части города Самарканд (Узбекистан). В некоторых источниках также именуется «Европейским» или «Новым» Самаркандом, а также «Южным Петербургом». Начал формироваться в 1870 году.

## История и описание
В 1868 году Самарканд был завоёван армией Российской Империи и объявлен сначала центром Зеравшанского округа, а с 1887 года Самаркандской области Туркестанского генерал-губернаторства. В том же году среди жителей города вспыхнуло недовольство и они попытались совершить переворот в городе, однако гарнизон Самарканда, под командованием майора барона Фридриха Карловича фон Штемпеля, отразил попытку самаркандцев свергнуть российскую власть. Укрепившись, русские продолжили строить новый город в западной части Самарканда, и в 1888 году к нему была подведена Закаспийская железная дорога.
Основателем Русского Самарканда был начальник Зеравшанского округа, а позднее губернатор Самарканда — Александр Константинович Абрамов. Занятый войсками, Самарканд, как и все другие захваченные поселения, разделялся на местное население и европейскую (русскую) части. Первую топографическую съёмку и планировку улиц Самарканда произвёл архитектор И. Г. Цеханович. В первое время в новом городе было создано самое необходимое для жизни европейца в чужой земле: укреплённая цитадель для защиты от нападений, казармы для военных, 19 казённых, одно городское здание и 476 частных домов. В 1892 году в европейской части Самарканда проживало 10115 жителей разной национальности и вероисповедания. Численностью преобладали православные христиане — 7446 человек и мусульмане-сунниты — 1054. Также в городе проживали 68 католиков, 75 протестантов, 485 иудеев, 416 так называемых раскольников и 71 человек, исповедующий армяно-григорианскую веру. Для всех этих новых жителей строились церкви, молельные дома и храмы. Строительство костёла откладывалось, несмотря на просьбы католической паствы. Католический костёл (Св. Иоанна Крестителя) был построен лишь в 1915 году.
Как писал полковник Мартын Вирский:

Новый Самарканд отделяется от туземного бульваром имени Абрамова, самым большим и красивым из всех 25 улиц города. Бульвар протяжённостью в 490 сажен и шириной в 60 сажен, имеет 3 аллеи, обсаженные кленами, тополями, карагачами, акациями и айлантусами, и пересекается двумя проездами. Всего же протяжённость улиц Русского Самарканда составляла 17 верст и 156 сажен, из которых 14 верст и 236 сажен шоссированы. По обеим сторонам улиц в два ряда растут разные породы деревьев, а между ними бегут арыки. Из них весной и летом по 2 раза в день поливальщики специальными лопатами с загнутыми краями поливают улицы, чтобы прибить среднеазиатскую пыль и смягчить южный зной. За чистотой улиц тщательно следят: 2 раза в год чистят арыки и придорожные канавы, по осени собирают опавшие листья и отправляют их на корм скоту. 2 раза в неделю все улицы обязательно подметают. Не соблюдающих чистоту домовладельцев штрафуют. Чтобы провести воду через проезжую часть из одного арыка в другой, устроены 52 каменные трубы, заменяющие мосты. Питьевую воду доставляют в бочках из Филатовских ключей, так как колодцев мало. 350 керосиновых фонарей освещают улицы Самарканда в ночное время.

Электрификация всего региона произошла позже, но в Самарканде первая электрическая лампочка зажглась ещё за несколько лет этого события. В 1893 году Алексеем Мирошниченко было построено на реке Сиаб водяное железное колесо, которое приводило в действие динамо-машину.
Также был открыт театр, образован местный хор и военный духовой оркестр. Спектакли ставились также на сценах Общественного и Военного собраний города. В рождественские дни в собрании организовывались балы-маскарады и объявлялись генерал-губернаторские призы на лучшие маскарадные костюмы. Сразу за так называемым садом губернатора, до Ташкентской улицы, раскинулся Центральный парк, а возле него, перед церковью Георгия Победоносца — площадь для военных парадов. Второй парк, также доживший до сегодняшнего времени, называется среди народа Ивановским, по имени его устроителя генерала Николая Александровича Иванова.
Все общественные организации Туркестана имели в Самарканде свои филиалы, размещённые в отдельных зданиях: «Красный Крест», «Благотворительное общество», «Детский приют», «Общество покровителей животных», «Общество любителей вокального и драматического искусства». В отсутствие теле- и кино- индустрии люди любили читать. В маленьком Самарканде работали 14 библиотек: при офицерском собрании, статистическом комитете, общественном собрании, военном госпитале и при штабе, в каждом казачьем полку и в батальоне. В начале XX века открылась Общественная библиотека, выполненная по проекту архитектора В. С. Гейнцельмана. Здание, выстроенное из шлифованного жжёного кирпича с зубчатыми остроконечными башенками в готическом стиле, до сих пор украшает город.
В 1880-х годах в городе появились первые велосипеды, которые пользовались большой популярностью. В те годы в Самарканде было организовано «Общество велосипедистов», которое в 1900 году насчитывало более 60 членов. Почетным членом общества самаркандских велосипедистов торжественно был избран Военный губернатор. Вскоре самим же губернатором был издан приказ об ограничении езды на велосипедах по пешеходным дорожкам и аллеям парка нового города. В 1902 году было решено открыть в Самарканде трамвайную линию, но Канцелярия Туркестанского генерал-губернаторства отклонила это решение, и Самаркандский трамвай был открыт только в 1947 году советской властью.
Тогда же в новом городе открылись первые гостиницы, рестораны, трактиры и забегаловки европейского образца. Также была открыта первая сеть магазинов и торговых лавок нового типа. В новом городе появлялись первые рекламные вывески. Кроме почтовой связи, пользовался популярностью телеграф. В январе 1898 года в городе появился международный телеграф. Больницы и медицинские пункты, несмотря на быстрое развитие города, были малочисленны и построены много позднее, в начале XX века. В начале 1890-х годов в русской части города начали прокладывать тротуары из кирпичного щебня с песком, но работа шла медленно и была завершена только к 1899 году. В городе были построены здания европейского вида для банков, аптек и других организаций.
В начале XX века Русский Самарканд принял свои окончательные очертания, и освоение территории нового города замедлилось. В те годы новый город уже не расширялся, в нём только усовершенствовались и строились новые здания. После свержения монархии в Российском империи и установления советской власти в Самарканде, развитие Русского Самарканда резко ускорилось. Были снесены обветшавшие и устаревшие здания, а вместо них строились новые здания с элементами европейской, готической и советской архитектуры. В 1920—1930 годы новый город был существенно расширен с северной и западной стороны, и в расширенных местах возникли новые районы уже только с советской архитектурой.
В настоящее время Русский Самарканд и так называемый старый город разделяет Университетский бульвар. На восточной стороне бульвара начинается старый город, где в основном сосредоточены старинные средневековые исторические здания и памятники. А на западной и северной стороне бульвара начинается новый город, где преобладают здания европейского и советского типов. На сегодняшний день сохранились многие здания Русского Самарканда, отчасти вытесненные советской и современной архитектурой. В 2010-х годах было решено реконструировать Русский Самарканд. Реконструкция в настоящее время продолжается и близится к завершению.

## Галерея

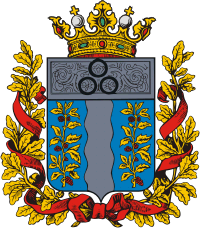
Герб Самарканда того периода.
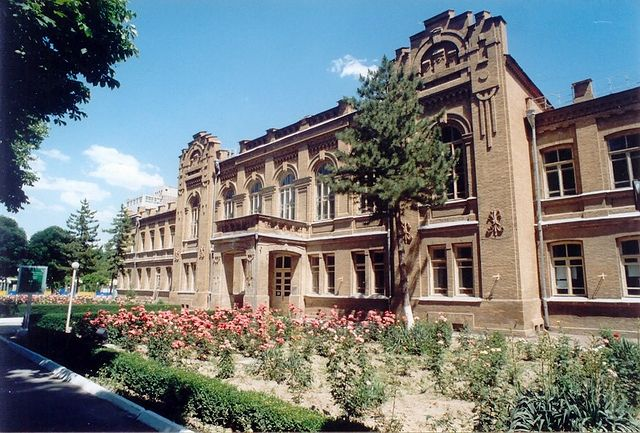
Здание факультета естественных наук СамГУ и зоологического музея, построенное в конце XIX века.
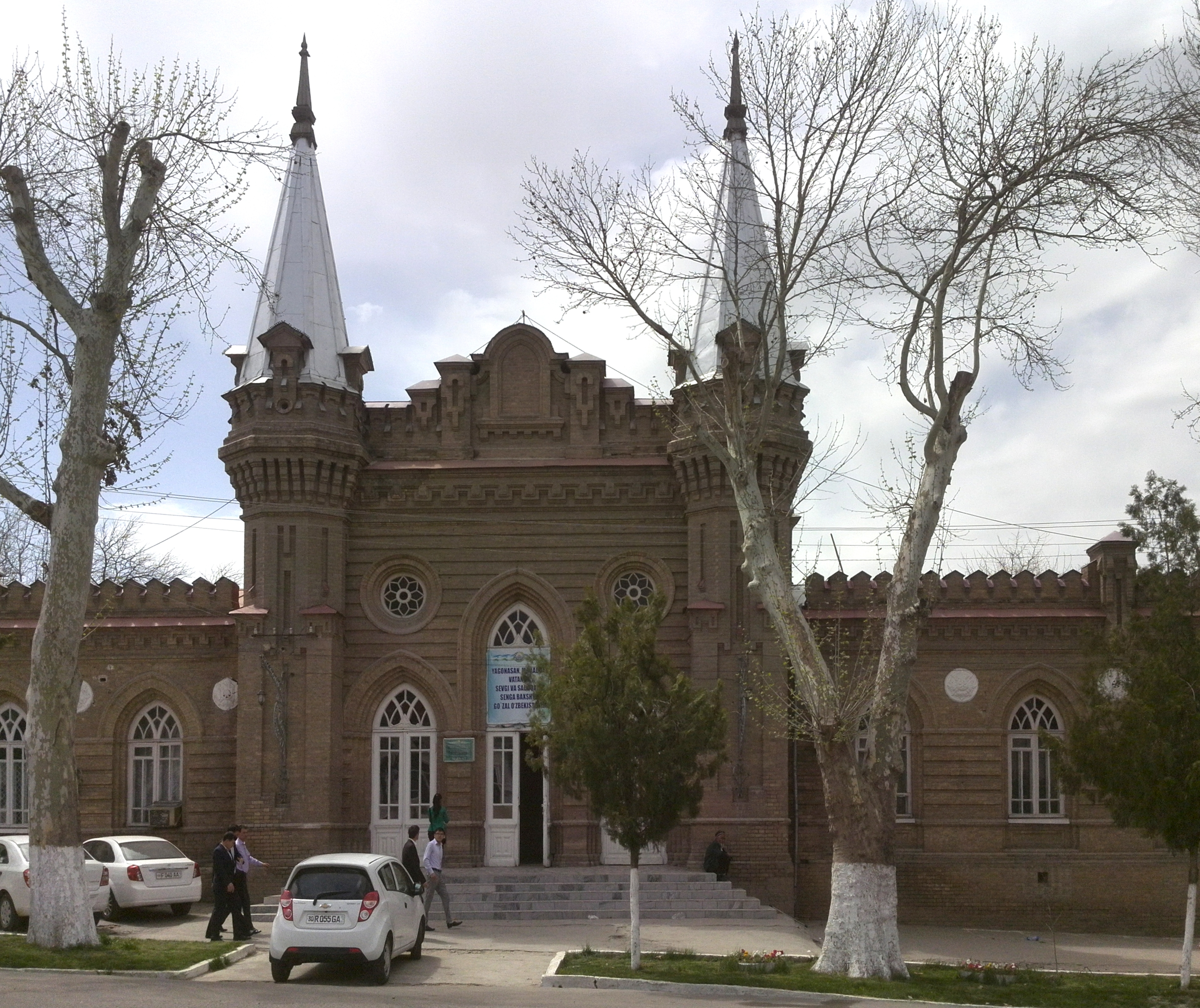
Здание городской библиотеки, построенное в конце XIX века.
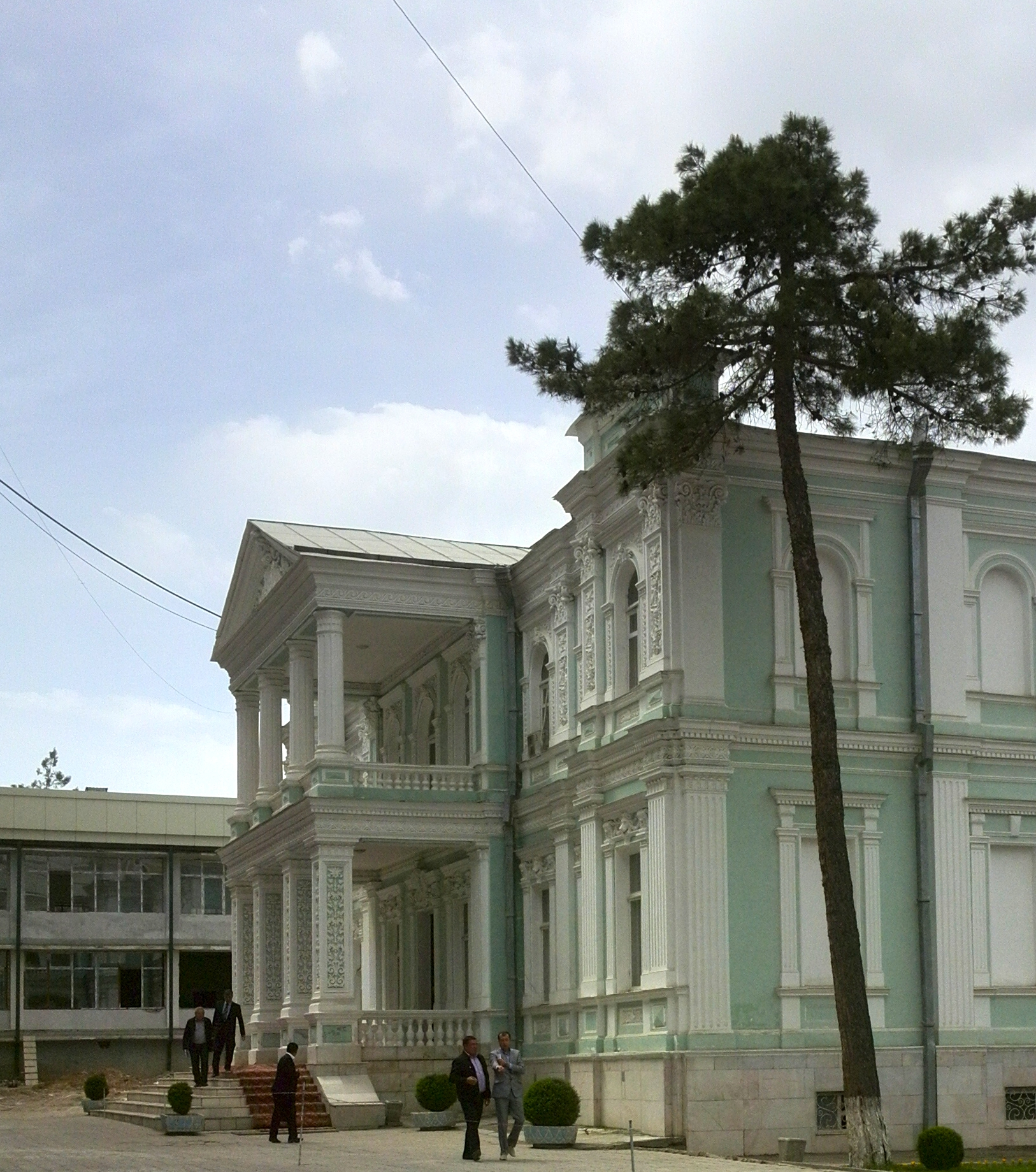
Здание русско-китайского банка.
Главное здание СамГИИЯ.
Самаркандский железнодорожный вокзал.
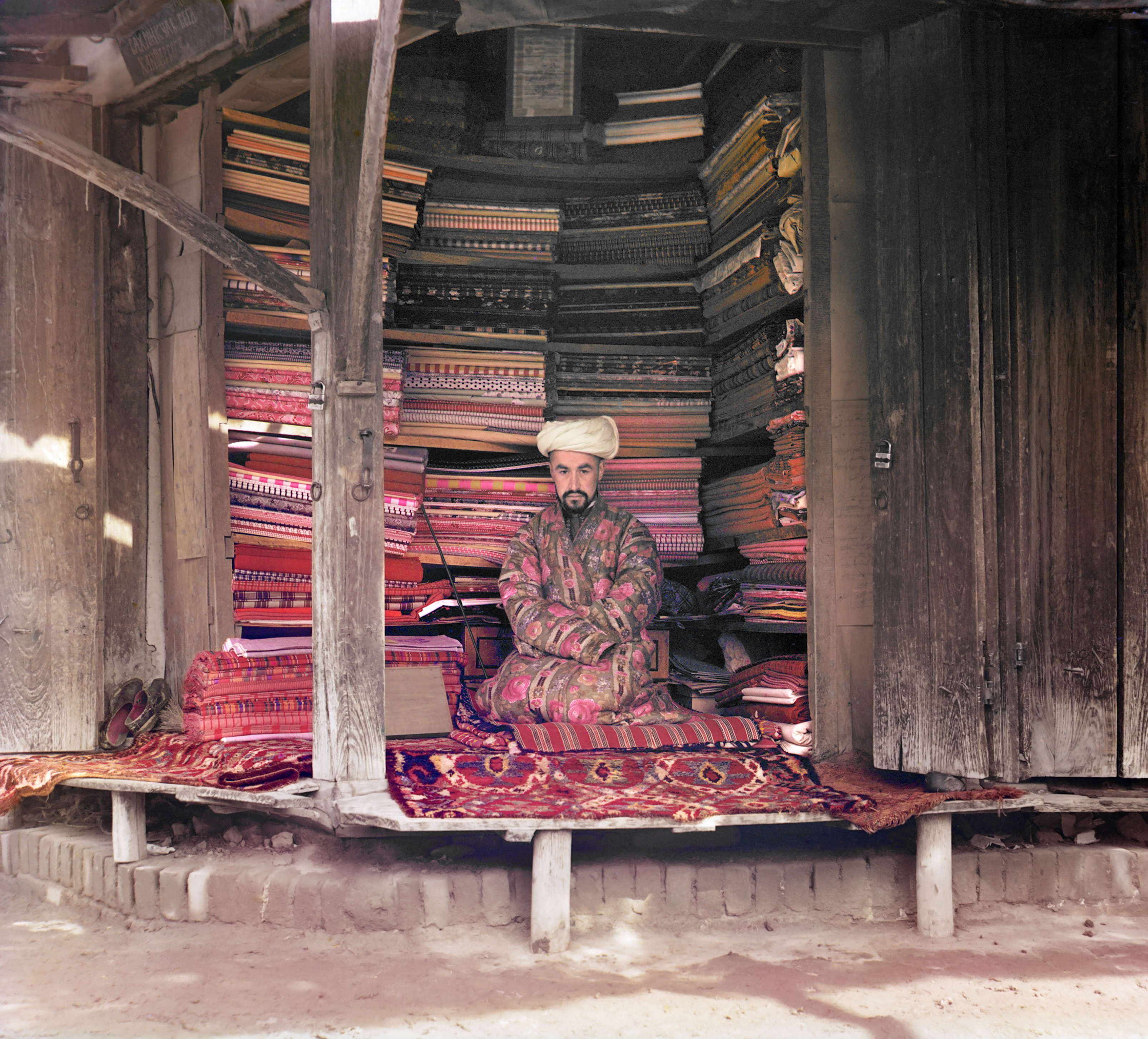
Торговая лавка, фото Сергея Прокудина-Горского, 1905 год.
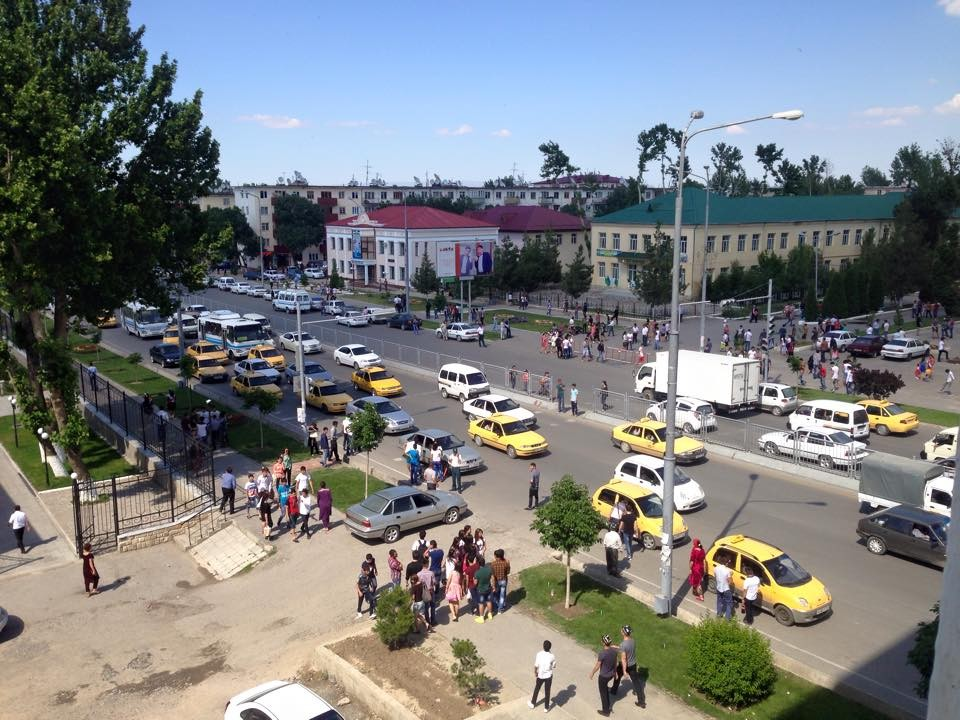
Улица Беруни, реконструированная часть Русского Самарканда.
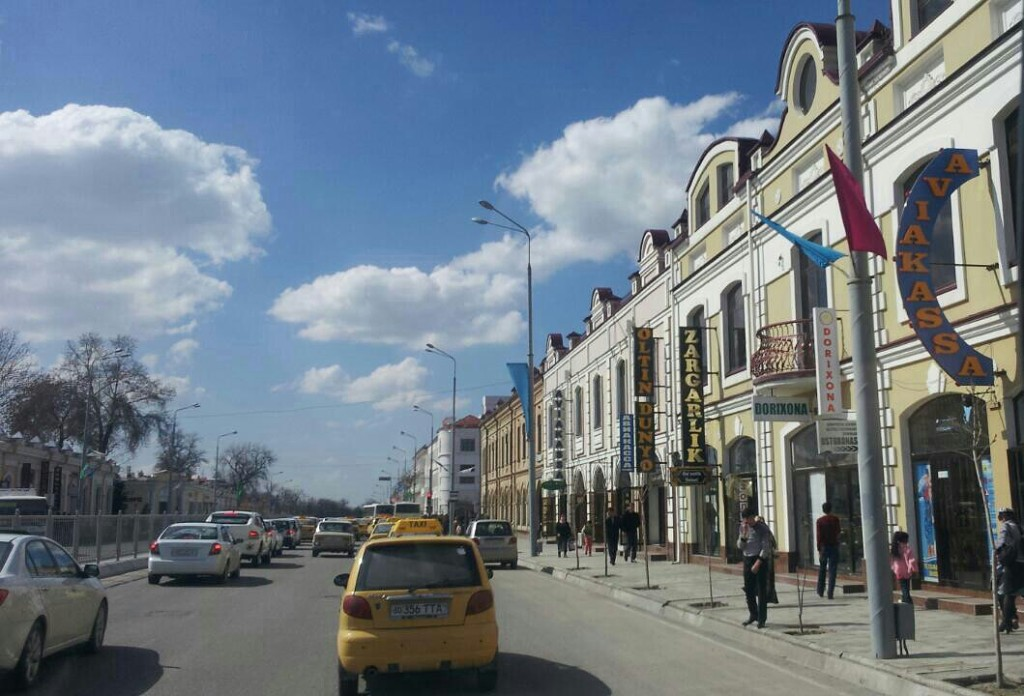
Улица Мирзо Улугбека, реконструированная часть Русского Самарканда.